# 宮崎師範学校
宮崎師範学校 （みやざきしはんがっこう） は第二次世界大戦中の1943年 （昭和18年） に、宮崎県に設置された師範学校である。
本項は、宮崎県師範学校・宮崎県女子師範学校などの前身諸校を含めて記述する。

## 概要
- 宮崎県師範学校・宮崎県女子師範学校の統合・官立移管により設置され、男子部・女子部を置いた。
- 現・宮崎県成立翌年の1884年 （明治17年） に設立された （県立）宮崎師範学校 を起源とする。
- 第二次世界大戦後の学制改革で新制宮崎大学学芸学部 （現・教育学部） の前身の一つとなった。
- 同窓会は 「木犀会」 と称し、旧制・新制 （学芸学部・教育学部・教育文化学部） 合同の会である。

## 沿革

### 旧・宮崎県立期

#### 仮小学講習所、宮崎学校
- 1873年（明治6年）10月： 旧・宮崎県、仮小学講習所を設置 （講習期間： 約1ヶ月）[1]。
- 1874年（明治7年）8月： 宮崎県、宮崎学校を設立 （9月2日開校）[2]。
  - 中等教育および教員養成を目的とした。旧宮崎県仮庁舎 （現・宮崎市橘通3丁目付近[3]） に設置。
  - 初代校長： 野村綱。
- 1875年（明治8年）
  - 7月： 教則を改正し、中学予科を14歳以上、師範学生を17歳以上とする。
  - 冬： 宮崎県、官立師範学校卒業生13名を招聘。うち10名を県内各地に派遣。県内大区の小学校等に師範学科を設置、小学校教員の講習に当たらせた。

### 鹿児島県立期

#### 第一大区小学師範学講習所
- 1876年（明治9年）
  - 8月21日： 旧・宮崎県、鹿児島県に吸収合併される。
  - 11月2日： 宮崎学校、廃校。
  - 11月4日： 第一大区小学師範学講習所を設置 （1877年（明治10年）西南戦争で閉校）。
- 1879年（明治12年）4月： 宮崎郡上別府村外39町村共立で再開 （附属小学校は現・宮崎市立宮崎小学校）。
- 1881年（明治14年）9月： 竜巻で校舎転覆。小学生徒16名圧死。
- 1885年（明治18年）5月： 共立師範校は再開しないまま廃止 （宮崎県師範学校開校のため）。

### 宮崎県立期

#### 旧・宮崎師範学校
- 1883年（明治15年）
  - 5月9日： 現・宮崎県が成立。
  - 9月： 宮崎県学務課、師範学校設立に関して上申[4]。師範学校設置を求める文部省に対して、直近の設置は難しいが設置する意向と回答。
- 1884年（明治17年）
  - 9月： 校舎着工。
  - 11月17日： 「宮崎師範学校」設置認可[5]。
- 1885年（明治18年）2月28日： 校舎が完成し、「宮崎師範学校」が開校[6]。
  - 師範学校教則大綱に準拠し、高等師範学科・中等師範学科および教員講習科 （現職教員の研修機関） を設置。
  - 宮崎郡下北方村[7]に所在。

#### 宮崎県尋常師範学校
- 1886年（明治19年）4月10日： 師範学校令に準拠し「宮崎県尋常師範学校」と改称 （本科4年制）[8]。
- 1887年（明治20年）
  - 4月： 宮崎小学校を代用附属校とする。
  - この年 : 女子の入学を許可。翌1888年（明治21年）、第1回卒業のみで女子の受け入れは中止。
- 1893年（明治26年）
  - 4月： 附属小学校を新設 （宮崎郡大宮村、現・宮崎市花殿町、宮崎大学附属中付近）。
  - この年 : 簡易科 （2年4ヶ月） を設置 （1896年（明治29年）7月、第2回卒業で廃止）。
- 1895年（明治28年）
  - 9月： 講習科を改組、2年制に。
  - 11月： 予備科 （6ヶ月） を設置。

#### 宮崎県師範学校
- 1898年（明治31年）4月： 師範教育令に準拠し「宮崎県師範学校」と改称[9]。
- 1899年（明治32年）2月： 予備科を1年制に延長。予備科は1904年（明治37年）廃止。1905年（明治38年） - 1921年（大正10年）3月は私立向陽学舎が代役を担った。
- 1907年（明治40年）3月： 女子部を開設[10]。
- 1908年（明治41年）： 師範学校規程に準拠し、本科第一部 （男女とも、4年制）・本科第二部 （男子のみ、1年制、中学校卒対象） を設置。
- 1913年（大正2年）： 通学生を認める。
- 1915年（大正4年）： 大宮村立大宮尋常高等小学校 （現・宮崎市立大宮小学校） を女子部代用附属小学校とする。
- 1922年（大正11年）3月： 女子部に本科第二部を設置 （高女卒対象）。男子本科第二部の募集を中止[11]。
- 1925年（大正14年）4月： 本科第一部を5年制に変更 （2年制高小卒対象）。
- 1926年（大正15年）4月1日： 女子部を分離し「宮崎県女子師範学校」を開校。
  - 宮崎市花殿町 （現・船塚1丁目、宮崎公立大学校地）。
  - 宮崎県師範学校は男子校となった。同月、専攻科 （1年制） を設置。
- 1931年（昭和6年）3月： 本科第二部を2年制に延長[12]。
- 1940年（昭和15年）3月： 本科第二部特別学級 「大陸科」 を設置 （1944年、本科に統合）。
- 1941年（昭和16年）4月 : 国民学校令により、附属小学校を附属国民学校に改称。

#### 宮崎県女子師範学校
- 1907年（明治40年）3月： 宮崎県師範学校に女子部を開設。
- 1922年（大正11年）3月： 女子部に本科第二部を設置 （高女卒対象）。
- 1926年（大正15年）
  - 1月： 宮崎県会、宮崎県師範学校女子部の廃止・女子師範学校設置を議決。
  - 2月23日： 宮崎県女子師範学校設置認可。
  - 4月1日： 県師範学校女子部を廃止し、「宮崎県女子師範学校」が開校。
    - 宮崎市花殿町 （現・船塚1丁目、宮崎公立大学校地）。
    - 本科第一部 （5年制）・本科第二部 （2年制） を設置。第四宮崎小学校 （現・大宮小学校） を代用附属校に。

  - 5月： 専攻科 （1年制） を設置。
- 1928年（昭和3年）12月15日： 女子師範学校の都城移転問題に絡む県会議場襲撃事件発生。
  - 宮崎県知事 （政友会、移転推進） と宮崎市長 （政友本党床次派、移転反対） との対立が原因とされる。市消防組が議場に放水、群衆が議場になだれ込んだ[13]。
- 1930年（昭和5年）12月 : 女子師範の宮崎存置、都城商業学校への工科設置で決着。
- 1935年（昭和10年）
  - 3月： 校舎新築。
  - 4月： 附属小学校を開設。第四宮崎小学校は代用附属から解かれる。
  - 11月13日-14日： 天皇行幸[14]。
- 1941年（昭和16年）4月 : 国民学校令により、附属小学校を附属国民学校に改称。

### 官立期

#### 宮崎師範学校
- 1943年（昭和18年）4月1日： 宮崎県師範学校・宮崎県女子師範学校を統合し、官立「宮崎師範学校」設置。
  - 旧宮崎県師範学校校舎に男子部、旧宮崎県女子師範学校校舎に女子部を設置。
  - 本科 （3年制。中等学校卒対象）・予科 （2年制。高等小学校卒対象） を設置。
- 1945年（昭和20年）
  - 5月11日： 空襲で校舎倒壊。男子部予科生徒6名死亡。
  - 6月6日： 本科生、動員先の名古屋で7名爆死。
  - 8月12日： 宮崎大空襲で男子部・女子部ともに全焼。
  - 9月17日： 枕崎台風で焼け残り寮舎倒壊。
  - 11月： 仮校舎で授業再開。男子部は川南村旧軍用施設、女子部は宮崎神宮徴古館を使用。
- 1947年（昭和22年）
  - 2月： 附属小学校改築。
  - 4月： 学制改革により、附属国民学校を附属小学校と附属中学校（新制中学校）に改組。
  - 9月： 川南から復帰。
- 1949年（昭和24年）5月31日： 新制「宮崎大学」が発足。
  - 宮崎師範学校は宮崎青年師範学校と共に学芸学部の母体として包括された。在校生は「宮崎大学宮崎師範学校」の生徒となる。
- 1951年（昭和26年）3月： 宮崎大学宮崎師範学校 （旧制）、廃止。

## 歴代校長
宮崎県師範学校（前身諸校を含む）
- 太田忠恕：1885年2月 - 1886年6月
- 遠藤正：1886年6月 - 1908年5月1日
- 東基吉：1908年5月1日[15] - 10月14日[16]
- 本田嘉種：1908年10月14日 - 1910年4月23日
- 児玉鑑三：1910年4月23日 - 1915年4月27日[17]
- 森岡格：1915年4月27日 -

宮崎県女子師範学校
- 山田恒治：1926年4月 -
- 井東豊彦：1930年9月 -
- 上地亀義 ：1937年3月 - ? [18]

官立宮崎師範学校
- 長谷川亀太郎：1943年4月1日[19] - 1945年11月24日[20]
- 中村友平：1945年11月24日[20] -
- 片岡一亀:

## 校地の変遷と継承
宮崎師範学校男子部
前身の宮崎県師範学校から引き継いだ現・宮崎市花殿町の校地を使用した。第二次世界大戦末期、1945年の空襲で校舎を焼失し、戦後の授業開始時は川南村 （現・川南町） の軍施設を使用したが、1947年9月に宮崎市に復帰した。旧男子部校地は、現在は宮崎大学教育学部附属中学校・宮崎大学教育学部附属小学校の校地となっている。
宮崎師範学校女子部
前身の宮崎県女子師範学校から引き継いだ現・宮崎市船塚1丁目の校地を使用した。1945年の空襲で校舎を焼失し、戦後の授業開始時は宮崎神宮徴古館を借用した。旧女子部校地は後身の宮崎大学学芸学部 （1966年から教育学部） の校地として引き継がれ、同学部が1988年9月に現在の木花キャンパスに統合移転するまで使用された。旧女子部校地は、現在は宮崎公立大学の校地となっている。

## 関連書籍
- 宮崎県（編）　『宮崎県史 : 通史編 近・現代 1』　宮崎県、2000年5月、260頁-263頁・656頁-665頁・945頁-953頁・1205頁-1208頁。
- 宮崎県（編）　『宮崎県史 : 通史編 近・現代 2』　宮崎県、2000年5月、10頁-12頁。
- 宮崎県（編）　『宮崎県史 : 別編 年表』　宮崎県、2000年5月。
- 宮崎市史編纂委員会（編）　『宮崎市史』　宮崎市、1959年3月、632頁-634頁。
- 宮崎市史編纂委員会（編）　『宮崎市史 : 続編（上）』　宮崎市、1978年3月、775頁-776頁。
- 宮崎日日新聞社・宮崎県大百科事典刊行委員会（編）　『宮崎県大百科事典』　宮崎日日新聞社、1983年、「宮崎県師範学校」・「宮崎県女子師範学校」 の項。